# 肥前栄一
肥前 栄一（ひぜん えいいち、1935年 - ）は、日本の経済学者、東京大学名誉教授。

## 来歴
神戸市生まれ。1962年、京都大学大学院経済学研究科博士課程満期退学。1975年、「ドイツ経済政策史序説」で経済学博士（京都大学）。立教大学助教授、横浜国立大学助教授を経て、東京大学助教授、のち教授。1996年、定年退官、名誉教授、新潟大学教授。2000年、帝京大学教授。2006年、退職。

## 著書
- 『ドイツ経済政策史序説 プロイセン的進化の史的構造』未来社　1973
- 『ドイツとロシア 比較社会経済史の一領域』未来社　1986
- 『比較史のなかのドイツ農村社会 『ドイツとロシア』再考』未來社　2008

## 共編著
- 『家・屋敷地と霊・呪術』長谷川善計,江守五夫共編　早稲田大学出版部　1996　シリーズ比較家族

## 翻訳
- ローザ・ルクセンブルク『ポーランドの産業的発展』未来社　1970
- ジョージ・バークリ『問いただす人』川村大膳共訳　東京大学出版会　1971　初期イギリス経済学古典選集
- ハンスーウルリヒ・ヴェーラー『ドイツ帝国1871-1918年』大野英二共訳　未来社　1983
- アムブロジウス,ハバード『20世紀ヨーロッパ社会経済史』共訳　名古屋大学出版会　1991
- ユルゲン・コッカ『歴史と啓蒙』杉原達共訳　未来社　1994
- M.ウェーバー『ロシア革命論 2』共訳　名古屋大学出版会　1998
- マックス・ウェーバー『東エルベ・ドイツにおける農業労働者の状態』未來社　2003
- ユストゥス・メーザー『郷土愛の夢』山崎彰,原田哲史,柴田英樹共訳　京都大学学術出版会　2009　近代社会思想コレクション
- オットー・ヤイデルス『ライン-ヴェストファーレン鉄工業における賃金支払い方法』大江暢博共訳　八千代出版　2009